# Stauranthera novoguineensis
Stauranthera novoguineensis är en tvåhjärtbladig växtart som beskrevs av Brian Laurence Burtt. Stauranthera novoguineensis ingår i släktet Stauranthera och familjen Gesneriaceae. Inga underarter finns listade i Catalogue of Life.